# Gonçalo Martins da Cunha
Gonçalo Martins da Cunha, também conhecido como "o Camelo" (1240 -?), foi um aristocrata, Senhor de Pombeiro e cavaleiro medieval português. Apareceu em 1282 nomeado pelo seu pai como seu testamenteiro.

## Relações familiares
Foi filho de Martim Lourenço da Cunha (1210 -?) e de Sancha Garcia de Penha, filha de Garcia Fernandes de Penha (1180 -?) e de Teresa Pires de Baião (1190 -?) filha de Pedro Afonso de Baião (1170 -?) e de Maria Fernandes Acha (c. 1170 -?). Casou com Teresa Anes de Portocarreiro (1240 -?) filha de João Pires Portocarreiro (1220 -?) e de Mór Anes Coelho (c. 1220 -?, de quem teve:
1. Nuno Gonçalves Camelo (1260 -?) casado em 1281 Inês Martins Pimentel.
2. Lourenço Gonçalves Camelo.
3. Mem Gonçalves Camelo (c. 1260 -?) casou com Inês Rodrigues Pimentel (1265 -?) filha de Rui Vasques Pimentel e de Teresa Rodrigues.
4. Rui Gonçalves Camelo casado com Urraca Nunes.
5. Mór Gonçalves casou com Pedro Martins Alcoforado (1290 -?) filho de Martim Afonso Alcoforado (1250 -?) e de Maria Ribeiro (1260 -?).
6. Fernão Gonçalves Camelo casou com Constança Pires de Arganil, filha de Pedro Afonso Zamora e de Estevainha Pais Valadares.